# Psykedelisk
Psykedelisk (engelsk: psychedelic) er et begreb, der betyder bevisthedsudvidende, noget som forandrer (beriger) sindets virkelighedsopfattelse, hallucination.

## Etymologi
Direkte oversat fra græsk (Ψυχεδελικός): Ψυχή (psyke, sind) + δηλος (åbenbar, klar) og betyder egentlig bevidsthedsåbenbarende – altså noget, der klarlægger bevidstheden, som den er.

## Historie og aktualitet
Ordet blev brugt første gang i 1957 af den amerikanske læge Humphrey Fortescue Osmond (1. juli 1917 – 6. februar 2004) til at beskrive effekterne af hallucinogene stoffer som meskalin og LSD
Psykedeliske metoder er igen blevet populære i den vestlige verden i det 21. århundrede, blandt andet som en vej til selvindsigt. Der forskes desuden både internationalt og i Danmark i brugen af psykedeliske stoffer i medicin og psykoterapi.

## I Danmark
I Danmark findes Psykedelisk Samfund, som arbejder på at integrere psykedelisk kultur og metoder i samfundet. Vigtige danske forskere på området er David Erritzøe og Oliver Hovmand.